# 중국의 호수 목록
다음은 중국의 호수 목록이다.

## 가
- 가오유호
- 거후
- 고자초호

## 나
- 난쓰호

## 다
- 다와초호
- 둥핑호

## 라
- 라모라초호
- 량쯔호
- 로프노르
- 룽간호

## 마
- 마나사로와르호

## 바
- 방다초호
- 부이르호

## 사
- 사오보호
- 사이람호
- 스주호
- 실링초호

## 아
- 아야쿰호
- 아이딩호
- 아일리크호
- 악사이친호
- 얌드록초호
- 에비호
- 오르바초호
- 울란수하아

## 자
- 자르괴초호
- 자리남초호
- 제사초호

## 차
- 창당호
- 초나호
- 초모참링호
- 칭하이호

## 카
- 쿤밍호

## 타
- 탕라윰초
- 톈츠호

## 파
- 파숨초호
- 팡공호
- 푸마윰초호
- 푸샨호

## 하
- 한카호
- 훌룬호
- 훙쩌호

## 같이 보기
- 천지의 괴물